# Giuseppe Cellai
Giuseppe Cellai (Viareggio, 11 giugno 1922 – Viareggio, 2 settembre 1978) è stato un calciatore italiano, di ruolo difensore.

## Caratteristiche tecniche
Giocava come terzino.

## Carriera
Nella stagione 1945-1946 gioca 26 partite in Serie C con la maglia del Viareggio, squadra della sua città natale. Passa poi alla Lucchese, con cui nella stagione 1946-1947 contribuisce con un gol in 32 presenze alla vittoria del campionato di Serie B. Nella stagione 1947-1948 segna invece 3 reti in 32 presenze nella serie cadetta con il Viareggio, che retrocede in Serie C; Cellai rimane con i bianconeri toscani anche durante la stagione 1948-1949, durante la quale segna 5 reti in 32 presenze in Serie C. A fine anno lascia il Viareggio (nel frattempo retrocesso in Promozione) e si accasa al Montevecchio, con cui gioca per una stagione in Promozione, il massimo livello dilettantistico dell'epoca.
Nel 1950 si trasferisce alla Massese, con cui nell'arco di due stagioni disputa 57 partite in Promozione, segnando anche 8 reti; nella stagione 1952-1953 gioca invece 5 partite in IV Serie, sempre con la Massese; nella stagione 1953-1954 gioca infine con il Pietrasanta, in Promozione.
In carriera ha disputato complessivamente 64 partite in Serie B, categoria nella quale ha inoltre realizzato 4 reti.

## Palmarès

### Club

#### Competizioni nazionali
- Serie B: 1

Lucchese: 1946-1947